# Acide xénique
L'acide xénique est un composé du xénon qui se forme lors de la mise en solution aqueuse de trioxyde de xénon XeO3.
Sa formule chimique est H2XeO4 :
XeO3(aq) + H2O → H2XeO4  {\displaystyle \rightleftharpoons }  H+ + HXeO4−
C'est un agent oxydant très énergique dont la décomposition est dangereuse, libérant de grandes quantités de gaz : du xénon, de l'oxygène et de l'ozone.
Il tend à se dismuter lentement en xénon et perxénate avec libération d'oxygène :
2 HXeO4− → Xe + O2 + H2XeO62−
C'est ce qui explique la formation de perxénate de sodium dans une solution d'acide xénique sous l'action de la soude :
H2XeO62− + 4 Na+ + 2 OH− → Na4XeO6 (s) + 2 H2O
L'existence de l'acide xénique avait été conjecturée par Linus Pauling dès 1933.
Cet acide a été utilisé comme agent oxydant en synthèse organique.